# Antonio Sacristán y Zavala
Antonio Sacristán y Zavala (Madrid, 1871-Vernet-les-Bains, 1938) fue un empresario, economista, profesor, político y periodista español. 

## Biografía
Nacido en 1871 en Madrid, llegó a ocupar escaño de diputado a Cortes por Madrid tras las elecciones de abril de 1923, en la última legislatura antes de la dictadura de Primo de Rivera. Gerente de la Sociedad Editora Universal y considerado «más hombre de negocios que periodista», fue uno de los jefes del diario El Liberal junto a Miguel Moya. Fallecido en septiembre de 1938 en la localidad francesa de Vernet-les-Bains, fue padre de Antonio Sacristán Colás.